# Вороничев, Николай Максимович
Николай Максимович Вороничев (1915, г. Сормово Горьковской области — 08.10.1982) — советский конструктор, лауреат Ленинской премии. Заслуженный машиностроитель РСФСР.

## Биография
Работал на московском станкозаводе «Красный пролетарий» (1932—1934), на заводе «Станкоконструкция» ЭНИМС (1934—1938).
С 1938 года, после окончания Московского вечернего машиностроительного института, инженер-конструктор ЭНИМС.
В 1940—1946 служил в РККА. Участник войны, награждён орденами Красной Звезды, Отечественной войны 2 степени, медалью «За оборону Москвы».
С 1946 г. снова работал в ЭНИМСе, с 1947 г. — в Московском СКБ АЛ и АС: ведущий конструктор, зам. главного конструктора, начальник отдела.
В 1955 г. назначен начальником и главным конструктором Московского СКБ АЛ и АС (специальное конструкторское бюро автоматических линий и агрегатных станков), которое возглавлял в течение 23 лет.
С 1978 года персональный пенсионер союзного значения.
Умер 8 октября 1982 г. после тяжёлой болезни.
Соавтор монографии: Автоматические линии из агрегатных станков [Текст] : монография / Н. М. Вороничев, Ж. Э. Тартаковский, В. Б. Генин. - 2-е изд. перераб. и доп. - М. : Машиностроение, 1979. - 487 с.

## Награды
Ленинская премия 1964 года — за комплексную автоматизацию механической обработки корпусных деталей двигателей в автомобильной и тракторной промышленности СССР.
Заслуженный машиностроитель РСФСР. Награждён двумя орденами Ленина и орденом Октябрьской Революции.